# Quốc hội Hợp bang
Quốc hội Hợp bang (Congress of the Confederation hay United States in Congress Assembled) là bộ phận chính phủ của Hợp chúng quốc Mỹ châu từ ngày 1 tháng 3 năm 1781 đến ngày 4 tháng 3 năm 1789. Nó gồm có các đại biểu được bổ nhiệm từ các nghị viện tiểu bang. Nó là quốc hội thừa kế tiếp theo sau Đệ nhị Quốc hội Lục địa. Quốc hội này tự nhận mình là Quốc hội Lục địa trong suốt lịch sử 8 năm của nó.  Tư cách thành viên của Đệ nhị Quốc hội Lục địa tự động được chuyển sang Quốc hội Hợp bang khi Quốc hội Hợp bang được thành lập sau khi Các điều khoản Hợp bang được thông qua. Quốc hội Hợp bang sau đó được thay thế bằng Quốc hội Hoa Kỳ.

## Các sự kiện
Quốc hội Hợp bang khai mạc vào giai đoạn cuối của Cách mạng Mỹ. Chiến sự kết thúc vào tháng 10 năm 1781 khi quân Anh đầu hàng trong trận Yorktown. Tuy nhiên người Anh vẫn tiếp tục chiếm đóng Thành phố New York trong khi các đại biểu Mỹ được Quốc hội bổ nhiệm đang ở Paris thảo luận các điều khoản hòa bình với Vương quốc Anh. Dựa vào các điều khoản sơ lược được thương thuyết vào ngày 30 tháng 11 năm 1782, và được Quốc hội Hợp bang chấp thuận ngày 15 tháng 4 năm 1783, Hiệp định Paris được ký vào ngày 3 tháng 9 năm 1783, và được quốc hội phê chuẩn ngày 14 tháng 1 năm 1784, chính thức kết thúc Chiến tranh Cách mạng Mỹ giữa Vương quốc Anh và mười ba cựu thuộc địa.
Quốc hội có ít quyền lực và vì không có mối đe dọa chiến tranh từ bên ngoài, thí dụ với người Anh nên quốc hội càng gặp khó khăn trong việc triệu tập các phiên họp với đủ số đại biểu để thông qua các nghị quyết hay luật lệ mới. Tuy vậy Quốc hội vẫn thông qua một số luật quan trọng, nổi bật nhất là Quy định về vùng Tây Bắc (Northwest Ordinance).
Chiến tranh Độc lập đã làm chất chồng một món nợ khổng lồ lên quốc gia. Năm 1784, tổng số nợ liên bang là gần $40 triệu. Trong số đó có $8 triệu tiền nợ nằm trong tay của người Pháp và Hà Lan. Trong tổng số nợ trong nước, công trái được biết với tên gọi "loan-office certificate" chiếm $11,5 triệu, chứng nhận tiền lời trên tiền nợ là $3,1 triệu, và chứng nhận lục địa là $16,7 triệu.
Tất cả các giấy chứng nhận nợ là không sinh lời được phát hành để mua đồ tiếp liệu, trả lương binh sĩ và sĩ quan. Để trả tiền lời và tiền vốn của những món nợ, Quốc hội hai lần đã đề nghị một tu chính án cho Các điều khoản Hợp bang nhằm cho phép quốc hội quyền lực ấn định 5% thuế trên hàng nhập khẩu, nhưng các tu chính án này cần phải có sự đồng thuận của tất cả 13 tiểu bang. Rhode Island và Virginia bác bỏ kế hoạch thuế năm 1781 trong khi đó New York bác bỏ kế hoạch thuế đã được chỉnh sửa trong năm 1783.
Không có nguồn tài chính, trừ những khoản đóng góp tự nguyện nghèo nàn từ các tiểu bang, Quốc hội thậm chí không thể trả nổi tiền lời trên số nợ hiện gánh. Trong lúc đó, các tiểu bang thường không đóng góp hoặc thậm chí từ chối đóng góp những khoản tiền mà Quốc hội yêu cầu.
Cuối cùng, trong tháng 9, Hội nghị Annapolis trước hết tìm cách cải thiện Các điều khoản Hợp bang. Vì có đủ thứ vấn đề rắc rối nên Quốc hội triệu tập một hội nghị trong năm 1787 để đề nghị những thay đổi. Hội nghị Philadelphia thay vào đó đã đưa ra một hiến pháp mới để thay thế Các điều khoản Hợp bang. Quốc hội đệ trình Hiến pháp cho các tiểu bang xem xét. Hiến pháp cuối cùng cũng có đủ số tiểu bang phê chuẩn và được đưa vào sử dụng tháng 9 năm 1788. Ngày 12 tháng 9 năm 1788, Quốc hội ấn định ngày chọn các đại cử tri để bầu Tổng thống Hoa Kỳ là 7 tháng 1 năm 1789, ngày để các đại cử tri bầu tổng thống là 4 tháng 2 năm 1789, và ngày Hiến pháp trở nên có hiệu lực là 4 tháng 3 năm 1789.
Quốc hội Hợp bang tiếp tục công việc thường ngày của mình cho khoảng 1 tháng sau khi ấn định các ngày như đã nói ở trên. Ngày 10 tháng 10 năm 1788, Quốc hội nhóm họp lần cuối; sau cuộc nhóm họp đó, mặc dù các đại biểu thỉnh thoảng có xuất hiện nhưng không bao giờ có đủ người để quốc hội làm việc vì thế Quốc hội Hợp bang đi vào lịch sử.

## Những nơi họp
Từ năm 1776 đến năm 1800, Quốc hội họp ở nhiều nơi. Vì thế, các thành phố sau đây có thể được gọi từng là thủ đô của Hoa Kỳ. Quốc hội Hợp bang ban đầu họp trong Đại sảnh Độc lập), thành phố Philadelphia, Pennsylvania (1 tháng 3 năm 1781 đến 21 tháng 6 năm 1783). Sau đó quốc hội họp tại Đại sảnh Nassau, thành phố Princeton, New Jersey (30 tháng 6 năm 1783 đến 4 tháng 11 năm 1783), tại Tòa Nghị viện Maryland, thành phố Annapolis, Maryland (26 tháng 11 năm 1783 đến 19 tháng 8 năm 1784), tại Quán rượu French Arms, thành phố Trenton, New Jersey (1 tháng 11 năm 1784 đến 24 tháng 12 năm 1784), và tại Đại sảnh Thành phố của Thành phố New York, tiểu bang New York (11 tháng 1 năm 1785 đến tháng 8 năm 1788). Sau khi Hiến pháp Hoa Kỳ được thông qua, quốc hội mới của Hoa Kỳ họp tại Đại sảnh Thành phố New York (4 tháng 3 năm 1789 đến 5 tháng 12 năm 1790) và Đại sảnh Quốc hội ở thành phố Philadelphia (6 tháng 12 năm 1790 đến 14 tháng 5 năm 1800) trước khi dời vĩnh viễn đến Tòa Quốc hội Hoa Kỳ trong thành phố Washington, D.C. ngày 17 tháng 11 năm 1800.

## Các phiên họp
Đệ nhất Quốc hội Lục địa
- 1 tháng 3 năm 1781 – 3 tháng 11 năm 1781, Philadelphia, Pennsylvania

Đệ nhị Quốc hội Lục địa
- 5 tháng 11 năm 1781 – 2 tháng 11 năm 1782, Philadelphia

Đệ tam Quốc hội Hợp bang
- 4 tháng 11 năn 1782 – 21 tháng 6 năm 1783, Philadelphia
- 30 tháng 6 năm 1783 – 1 tháng 11 năm 1783, Princeton, New Jersey

Đệ tứ Quốc hội Hợp bang
- 3 tháng 11 năm 1783 – 4 tháng 11 năm 1783, Princeton

Đệ ngũ Quốc hội Hợp bang
- 26 tháng 11 năm 1783 – 3 tháng 6 năm 1784, Annapolis, Maryland

Đệ thất Quốc hội Hợp bang
- 1 tháng 11 năm 1784 – 24 tháng 12 năm 1784, Trenton, New Jersey
- 11 tháng 1 năm 1785 – 4 tháng 11 năm 1785, New York, New York

Đệ lục Quốc hội Hợp bang
- 7 tháng 11 năm 1785 – 3 tháng 11 năm 1786, New York

Đệ bát Quốc hội Hợp bang
- 6 tháng 11 năm 1786 – 30 tháng 10 năm 1787, New York

Đệ cửu Quốc hội Hợp bang
- ngày 5 tháng 11 năm 1787 – ngày 21 tháng 10 năm 1788, New York

Đệ thập Quốc hội Hợp bang
- 3 tháng 11 năm 1788 – 2 tháng 3 năm 1789, New York

## Sách tham khảo
- Burnett, Edmund C. (1941). The Continental Congress. Greenwood Publishing. ISBN 0837183863.
- Henderson, H. James. Party Politics in the Continental Congress. Boston: Rowman & Littlefield. ISBN 0819165255.
- Jensen, Merrill (1950). New Nation: A History of the United States During the Confederation, 1781–1789. New York: Knopf.
- McLaughlin, Andrew C. (1935). A Constitutional History of the United States.
- Montross, Lynn (1970). The Reluctant Rebels; the Story of the Continental Congress, 1774–1789. New York: Barnes & Noble. ISBN 038903973X.
- Morris, Richard B. (1987). The Forging of the Union, 1781–1789. New York: Harper & Row. ISBN 0060914246.
- Morris, Richard B. (1956). "The Confederation Period and the American Historian". William and Mary Quarterly. Quyển 13 số 2. tr. 139–156. doi:10.2307/1920529.
- Rakove, Jack N. (1979). The Beginnings of National Politics: An Interpretive History of the Continental Congress. New York: Knopf. ISBN 0394423704.